# Monsieur Bachmann et sa classe
Pour plus de détails, voir Fiche technique et Distribution.
Monsieur Bachmann et sa classe (Herr Bachmann und seine Klasse) est un film allemand réalisé par Maria Speth et sorti en 2021.
Le documentaire est présenté à la Berlinale 2021 où il obtient le prix du jury. 

## Fiche technique
- Titre : Monsieur Bachmann et sa classe
- Titre original : Herr Bachmann und seine Klasse
- Réalisation : Maria Speth
- Scénario : Maria Speth et Reinhold Vorschneider
- Photographie : Reinhold Vorschneider
- Montage : Maria Speth
- Pays d'origine :  Allemagne
- Format : Couleurs - 35 mm
- Genre : documentaire
- Durée : 217 minutes
- Date de sortie :
  - Allemagne : 5 mars 2021 (Berlinale 2021)

## Distinction
- Berlinale 2021 : Prix du jury[1]